# ビソプロロール
ビソプロロール（Bisoprolol）は交感神経β受容体遮断薬に分類される医薬品の一つであり、心血管疾患の治療に用いられる。特にβ1-アドレナリン受容体遮断選択性が高い。商品名メインテート。日本の田辺製薬が開発し、1990年9月に承認を取得した:6。米国では1992年7月にFDAに承認された。開発コードTA-4708。
WHO必須医薬品モデル・リストに掲載されている。

## 禁忌
下記の患者には禁忌である。
- 高度の徐脈(著しい洞性徐脈)、房室ブロック(II、III度)、洞房ブロック、洞不全症候群のある患者
- 糖尿病性ケトアシドーシス、代謝性アシドーシスのある患者
- 心原性ショックのある患者
- 肺高血圧による右心不全のある患者
- 強心薬または血管拡張薬を静脈内投与する必要のある心不全患者
- 非代償性の心不全患者
- 重度の末梢循環障害のある患者（壊疽等）
- 未治療の褐色細胞腫の患者
- 妊婦または妊娠している可能性のある婦人
- 製剤成分に対し過敏症の既往歴のある患者

## 警告
慢性心不全患者に使用する場合には、投与初期および増量時に症状が悪化することに注意すべきである。
β遮断薬は喘息を誘発する。喘息または気管支痙攣の既往のある患者には使用すべきでない。他の治療手段がない場合、注意深く観察しながら作用の心選択性が高い薬剤を用いるべきである。ビソプロロール、メトプロロール、ネビブロール、（アセブトロール）はβ2（気管支）受容体への効果が小さく比較的心選択性が高いが、作用は心特異的ではない。気道抵抗性を高める作用は小さいものの、ゼロではなく、特に高用量で出現し得る。

### 副作用
重大な副作用として、心不全（高血圧症等の場合：0.1%未満、慢性心不全の場合：7.0%）、完全房室ブロック、高度徐脈、洞不全症候群が知られている。
5%以上に発現する副作用としては、徐脈、眩暈、立ち眩み、AST（GOT）上昇、ALT（GPT）上昇、尿酸上昇、クレアチニン上昇、呼吸困難、倦怠感、浮腫、血清脂質上昇がある。
ビソプロロール過量投与時に発現する副作用は、疲労、低血圧、低血糖、気管支痙攣、徐脈である。気管支痙攣と低血糖は、それぞれ肺臓（気管支拡張作用）と肝臓（グリコーゲン分解および糖新生作用）に分布するβ2アドレナリン受容体への遮断作用である。

## 効能・効果
日本で承認されている効能・効果は次の5つである。
- 本態性高血圧症(軽症〜中等症)
- 狭心症
- 心室性期外収縮
- 虚血性心疾患または拡張型心筋症に基づく慢性心不全（アンジオテンシン変換酵素阻害薬またはアンジオテンシンII受容体拮抗薬、利尿薬、ジギタリス製剤等の基礎治療を受けている場合）
- 頻脈性心房細動

ビソプロロールは高血圧の治療に有効である。心臓に対して陰性変力作用（心収縮力の減弱と心拍数低下）を持ち、心血流低下作用を有するが、心不全患者で亢進している交感神経やレニンアンギオテンシン系の活動性を抑えるため、心虚血発作（心不全）の予防・治療にも使用できる。心不全においては、ビソプロロールは心筋の活動性を低下させ、心臓の酸素・栄養要求量を抑えるので、心血流量が低下しても酸素・栄養不足には陥らない。
作用持続時間の短いβ遮断薬は1日に2回〜3回服用する必要があるが、多くの医薬品では剤形を徐放性にする事で高血圧に対しては1日1回服用を実現している。一部のβ遮断薬ではアンギーナ（虚血性疾患）に対しては徐放剤を1日2回服用することがあるが、アテノロール、ビソプロロール、カルベジロール、セリプロロール、ナドロール等は本来の作用時間が長く、1日1回のみ服用すべきである。
ビソプロロールは高血圧、冠状動脈疾患、虚血性心疾患の治療・再発予防効果を持つ。
不整脈にも使用される。代償性心不全ではビソプロロールとACE阻害薬、利尿薬、ジギタリスが併用される。鬱血性心不全では心筋での酸素要求量および消費量を低下させる必要がある。ビソプロロールは心筋の収縮力を減弱させるので、少量から投与を開始することが非常に重要である。

## 作用機序
ビソプロロールはカテコールアミン（アドレナリン）のβ1受容体への刺激を阻害するので心保護作用を持つ。β1受容体は心筋や心臓刺激伝導系組織に多く見られるほか、腎臓の傍糸球体にも存在する。通常、アドレナリンおよびノルアドレナリンによりβ1受容体が刺激されると、シグナル伝達カスケード（G蛋白質とcAMP）を活性化させ、最終的に心収縮力を増大させ心拍数を増加させる。ビソプロロールはこの受容体を競合的に阻害し、アドレナリンの心筋およびペースメーカー細胞への増強効果を遮断する。その結果、心筋の収縮力が減弱し、心拍数が減少する。
心筋梗塞等の虚血性心疾患の治療・予防では、心拍数減少と心収縮力低下により心筋での酸素・栄養要求量が低下するので心不全が未然に防がれる。

## 薬理学・生化学

Selectivity of various β-blockers

ビソプロロールは脂溶性が低く、他のβ遮断薬、β1遮断薬より有益な効果をもたらしている。水溶性という特性は薬剤が中枢に到達しないことを意味し、脂溶性の化合物に比べて中枢神経系の副作用が減少している。ビソプロロールは服用後およそ9割が吸収されて血流に入り、その半減期は約10〜12時間である。排泄は腎臓と肝臓からほぼ半分ずつである。

### β1選択性
ビソプロロールのβ1選択性は、特に非選択的β遮断薬と比較する際に大事な点である。非選択的β遮断薬で起こる種々の副作用はβ1以外のアドレナリン受容体（β2やβ3、場合によりα1やα2も）の遮断による効果であるが、ビソプロロールの効果は、β1受容体が存在する臓器、すなわち心臓と腎臓の一部にのみ現れる。
ビソプロロールのβ1選択性はアテノロール、メトプロロール、ベタキソロール等の他のβ1選択性遮断薬よりも高いが、ネビボロールはビソプロロールよりもさらに3.5倍程β1選択性が高い。

### 抗高血圧作用
ビソプロロールの降圧作用はプロプラノロールより強い。

### 心保護作用
ビソプロロールは動物モデルで心保護作用を示した。

### レニン・アンジオテンシン系
ビソプロロールはレニン分泌を約65%抑制し、頻拍を約30%抑制した。